# Nón lồi (đại số tuyến tính)
Trong đại số tuyến tính, nón lồi là tập con của một không gian vector mà kín đối với mọi tổ hợp tuyến tính với hệ số dương.

## Định nghĩa
Giả sử V là một không gian vector trên trường K.Tập con C của V được gọi là một nón lồi nếu và chỉ nếu αx + βy thuộc C, với mọi số vô hướng α, β thuộc trường K và với mọi x, y thuộc C.
Định nghĩa trên có thể viết gọn lại là αC + βC = C với mọi số vô hướng α, β thuộc trường K.
Khái niệm trên thực ra chỉ có ý nghĩa với không gian vector nào chấp nhận khái niệm số vô hướng dương, chẳng hạn như những không gian trên tập số hữu tỉ, đại số hay (thông dụng hơn) trên trường số thực
Theo định nghĩa nói trên thì tập rỗng, toàn bộ không gian V, không gian con tuyến tính của V (kể cả không gian con tầm thường 0) đều là nón lồi. Các ví dụ khác về nón lồi: tập tất cả các vector sinh ra từ việc nhân một số dương tùy ý với một vector v cho trước của V, hay tập các vector thuộc V mà có tất cả các tọa độ đều dương.
Một ví dụ tổng quát hơn về nón lồi là tập các vector có dạng λx trong đó λ là một số vô hướng dương và x là một phần tử nằm trong một tập lồi con X của V. Đặc biệt, nếu V là không gian vector định chuẩn, và X là một quả cầu mở (hoặc đóng) của V mà không chứa vector 0, thì phép xây dựng nói trên tạo ra tập gọi là nón tròn lồi mở (hoặc đóng)
Nón lồi cũng kín đối với phép giao, nhưng điều này không chắc đúng đối với phép hợp. Nón lồi cũng kín đối với ánh xạ tuyến tính. Đặc biệt, nếu C là một nón lồi, phần nghịch của nó là -C cũng là nón lồi, và C{\displaystyle \cap }(-C) là không gian vector con lớn nhất thuộc C.

### Nón lồi cũng là nón tuyến tính
Nếu C là nón lồi, khi đó với bất kỳ số vô hướng dương α và bất kỳ x thuộc C, ta có vector αx = (α/2)x + (α/2)x cũng thuộc C. (Điều này đúng ngay cả khi số vô hướng 2 = 1 + 1 đồng nhất bằng 0, vì trong trường hợp đó, chỉ có một số vô hướng dương duy nhất là 1.) Lý luận trên cho thấy nón lồi C là một trường hợp đặc biệt của nón tuyến tính.

### Các định nghĩa khác
Cũng từ tính chất vừa nêu ở trên, ta có thể định nghĩa nón lồi theo cách như sau: nón lồi là nón tuyến tính mà kín đối với phép tổ hợp lồi; hay chỉ cần kín với phép cộng. Một cách ngắn gọn, ta nói tập C là nón lồi nếu và chỉ nếu λC = C và C + C = C với mọi số vô hướng dương α của V.
Cũng suy ra rằng người ta có thể thay phát biểu "các số vô hướng dương α, β" trong định nghĩa nón lồi bằng phát biểu "các số vô hướng không âm không đồng thời bằng zero α, β".

## Nón tù và nón nhọn
Dựa vào định nghĩa ở trên, chúng ta suy ra rằng: nếu C là một nón lồi thì C{\displaystyle \cup }>{0} và C{\displaystyle \setminus }{0} cũng là nón lồi. Một nón lồi được gọi là nhọn hay tù tùy thuộc vào việc nó có chứa vector 0 hay không. Thật ra với định nghĩa về nón lồi ở trên, nếu chúng ta thay điều kiện "dương" bằng điều kiện "không âm" của α, β thì ta đã loại trừ nón lồi bù trong phạm vi định nghĩa.